# Melanoria mirabilis
Melanoria mirabilis är en insektsart som beskrevs av Mitjaev 1969. Melanoria mirabilis ingår i släktet Melanoria och familjen dvärgstritar. Inga underarter finns listade i Catalogue of Life.